# Bu Yunchaokete
Bu Yunchaokete (Bortala, 19 de enero de 2002) es un tenista profesional chino.  Ha alcanzado su mejor ranking individual hasta la fecha, situándose en el puesto 67 del mundo el 11 de noviembre de 2024. En dobles, su máxima clasificación es el número 274, lograda el 23 de octubre de 2023

## Carrera

### 2023: Primer título Challenger y primera victoria en Masters
En marzo, ganó su primer título importante en su carrera, en el Challenger de Seúl de 2023, tras superar a Hong Seong-chan en dos set en los cuartos y posteriormente a Yasutaka Uchiyama en las semifinales ganando por en set corridos. En la final venció a Aleksandar Vukic en dos set para obtener así su primer título como profesional. Gracias a este resultado, subió cerca 80 posiciones, alcanzando el puesto más alto de su carrera colocándose como no.164, en el Ranking ATP.
En junio participó por primera vez en la clasificación del Campeonato de Wimbledon 2023, perdiendo en su debut ante Raphaël Collignon en tres set. En octubre recibió una wild card para el Masters de Shanghái 2023, donde enfrentó en su debut al serbio Miomir Kecmanović que se vio forzado a retirarse en el tercer set, luego de que Bu le quebrara el servicio, para ganar así su primer partido a nivel Masters 1000. En su siguiente partido en la segunda ronda perdió en set seguidos antes el cabeza de serie no.26 Sebastian Korda por 6-1, 6-4.

### 2024: debut en Grand Slam y top 100
Inicio su temporada disputando la clasificación del Abierto de Australia 2024, perdiendo en su debut ante el francés Hugo Gaston en dos set, desperdiciando una ventaja de 5-3 y sacando para set, cediendo dos su dos saques siguientes para perder por 5-7 y el segundo por 0-6 ganando apenas 2 puntos en el set. Tras un mes de inactividad en torneos individuales, retorno en marzo, donde llegó a las semifinales del Challenger de Tenerife III 2023, tras derrotar a Hady Habib en tres set en su debut, en los octavos de final venció por doble 6-4 a Jozef Kovalík, siguiendo con los buenos resultados derrotó en dos tie-break a Martin Damm, para enfrentarse a Matteo Gigante en las semifinales donde perdió luego de haber ganado el primer set por 6-1, pero perdería los dos siguientes set en tie-break.
En Abril disputó el Challenger de Gwangju 2024 donde llegó a su primera final de la temporada, tras superar sus dos primeros partidos donde sus dos oponentes se retiraron durante el partido,Alexander Blockx en el primer set y Arthur Fery en el tercero. Tras superar a Hsu Yu-hsiou en dos set, avanzó a las semifinales donde venció a Ričardas Berankis en tres set, posteriormente perdió en la final ante Lloyd Harris en tres set por 2-6, 6-3, 4-6.

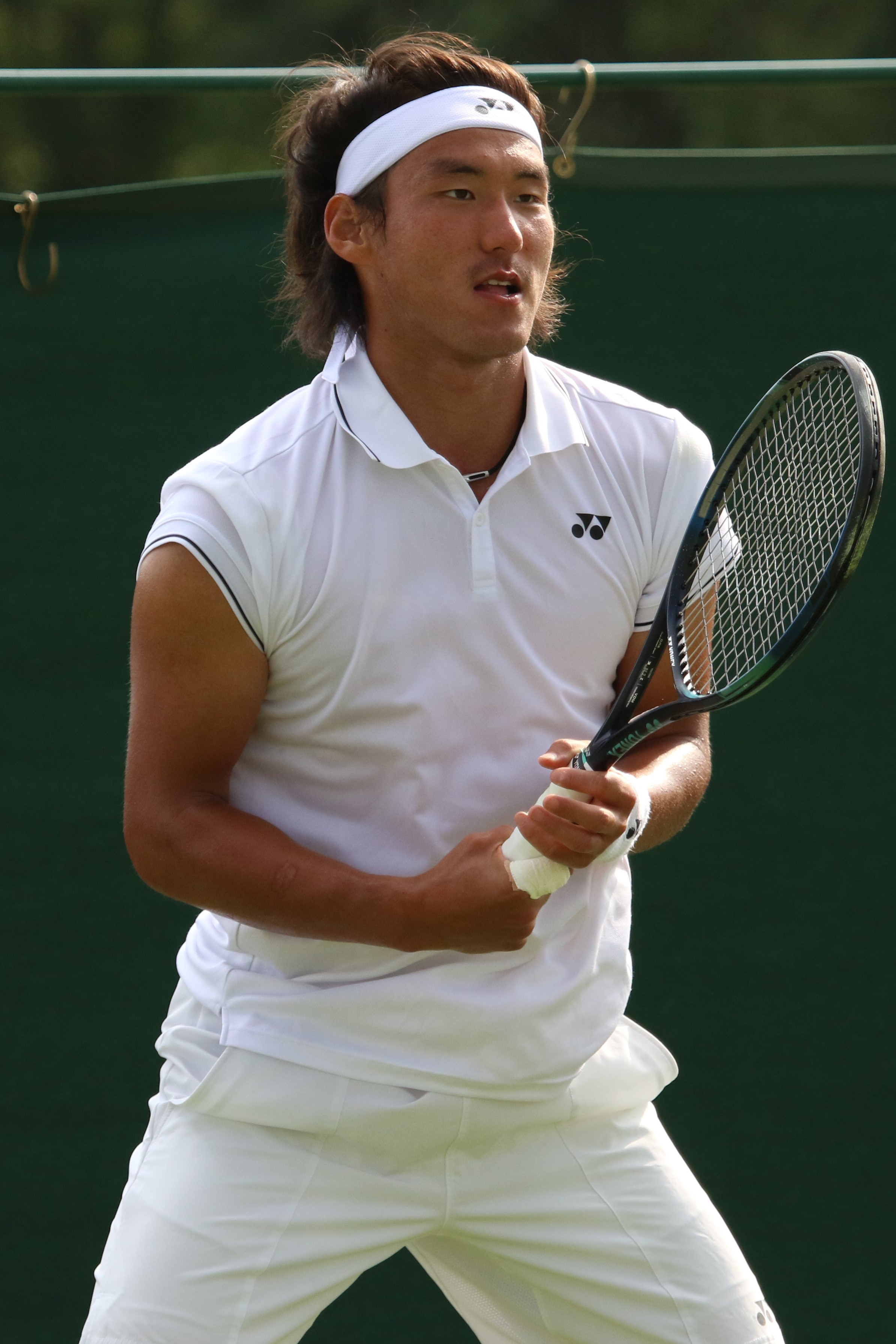
Bu Yunchaokete durante la calificación de Campeonato de Wimbledon en 2023

En mayo, continuó en la gira por Asia, donde llegó a una semifinales en el Challenger de Guangzhou 2024, venciendo a Federico Cina en su debut por 6-1, 6-4, en los octavos de final al francés Antoine Escoffier por doble 6-4 y en los cuartos de final derrotó a James Duckworth en dos set, cayó derrotado en las semifinales donde llegó sin haber perdido ninguno en sus partidos anteriores, perdió en tres set ante Adam Walton.
Ganó su segundo título en el Challenger de Wuxi en China, derrotando a Egor Gerasimov ganado en dos set por 6-4, 6-1. Durante el torneo solo perdió un set, además, convirtiéndose en el jugador chino más joven en ganar múltiples títulos en este nivel. Como resultado, subió 50 posiciones hasta el top 200 en el puesto número 189 del mundo el 20 de mayo de 2024. 
Entre mayo y junio, disputó por segundo ocasión la clasificación Roland Garros ganando en dos set a Alex Molčan por 6-3, 7-5 avanzado a la segunda ronda, donde perdió ante Gustavo Heide, también participó en la clasificación del Campeonato de Wimbledon ganado su primer partido ante Térence Atmane y perdiendo el segundo en tres set ante Radu Albot. 
En Julio, continuó con sus buenas actuaciones llegando hasta las semifinales del Challenger de Winnipeg 2024, donde llegó luego de vencer al Vasek Pospisil en su debut, continuó con sus buenas andanzas derrotando a Marc Polmans en tres set para avanzar a cuartos donde superó en tres set a Brandon Holt, en las semifinales perdió ante Benjamin Bonzi que ganaría los últimos dos set, luego de que Bu, desaprovechará un punto de partido en el segundo set.
En la siguiente semana disputó el Challenger de Granby 2024, venciendo a Hugo Grenier en semifinales por 6-2, 6-1 y en la final venció al segundo cabeza de serie Térence Atmane en tres set, para levantar su segundo título de la temporada, alcanzando el top 150 en el puesto número 147, el 22 de julio de 2024. A finales del mes de julio disputó la segunda final del mes en el Challenger de Chicago tras derrotar nuevamente al francés Hugo Grenier en tres set, siendo el único que perdería antes de la final, a la que accedió tras vencer a Learner Tien en semifinales tras superarlo por 6-4, 7-5. En la final cayó derrotado ante Gabriel Diallo por 6-3, 6-7(3-7).
El 12 de agosto alcanzó el top 125, luego de llegar a semifinal por cuarto torneo consecutivo, en el Challenger de Lincoln 2024, llegó a semifinales tras vencer a Beibit Zhukayev en dos set para avanzar cuartos de finales donde derrotó a Tristan Schoolkate,en semifinales perdería contra Jacob Fearnley en un partido extraño donde ganaría el primer set por 6-0, perdió el segundo por 0-6 y el tercero en un tie break 6-7 (3-7).
Ocupando el puesto 123 del ranking y debutó en un Grand Slam tras clasificarse para el cuadro principal del Abierto de Estados Unidos 2024, donde fue derrotado en primera ronda por no.8 del mundo Casper Ruud en tres set, siendo este su primer partido ante un top-20 en su carrera.
En el Torneo de Hangzhou 2024, donde entró como wild card, derrotó a Hugo Gaston y al segundo sembrado Karen Khachanov en tres set para alcanzar su primer cuarto de final de un torneo ATP Tour, convirtiéndose en el sexto jugador chino en lograr la hazaña en la Era Abierta.  En los cuartos derrotó a Mikhail Kukushkin por 6-4, 6-2 para alcanzar la primera semifinal ATP Tour en su carrera, donde se enfrentó a su compatriota Zhang Zhizhen en una histórica semifinal ATP totalmente china, pero perdió en sets seguidos por 6-7(3-7), 4-6. Como resultado, pasó al top 100 en el ranking, el 23 de septiembre de 2024 en el No. 96 del mundo, convirtiéndose en el cuarto jugador chino en alcanzar el hito.  
En el Torneo de Pekín 2024, donde también recibió una wild card, derrotó esta vez a su otro compatriota ubicado en el top-100, Shang Juncheng registrando su primera victoria de nivel ATP 500. En la siguiente ronda sorprendió al sexto sembrado y no.17 del mundo Lorenzo Musetti logrando su primer cuarto de final ATP 500, solo el segundo chino en llegar tan lejos en el torneo, además de lograr su primera victoria ante un jugador ubicado entre los 20 mejores. En los cuartos derrotó al cuarto favorito y no. 6 del mundo Andrey Rublev or 7-5, 6-4 para su primera victoria ante un top 10, y se convirtió en el primer chino en llegar a semifinales y el primero en reclamar múltiples victorias ante un top 20 en un solo evento en cancha dura desde la publicación de la clasificación ATP en 1973. Perdió en semifinales ante el no. 1 del mundo Jannik Sinner en sets seguidos por 3-6, 6-7(3-7). 
Recibió una wild card para el Masters de Shanghai 2024 para su debut en este torneo, luego cambió a una entrada exenta especial ya que todavía estaba compitiendo en Beijing. Perdió en su debut ante Alex Michelsen en set seguidos por 6-3, 6-4. 
En noviembre participó en el Torneo de Metz 2024, hizo su debut derrotando al local Adrian Mannarino en set corridos, siguiendo su buena temporada derrotó a Jesper de Jong para avanzar a cuartos de final donde fue derrotado en tres set ante Alex Michelsen.

## Títulos ATP Challenger (3; 3+0)

### Individuales (3)
| Resultado | G–L | Fecha               | Torneo                | Superficie | Adversario       | Puntaje              |
| --------- | --- | ------------------- | --------------------- | ---------- | ---------------- | -------------------- |
| Ganada    | 1–0 | 30 de abril de 2023 | Challenger de Seúl    | Dura       | Aleksandar Vukic | 7–6 (7–4) , 6–4      |
| Pérdida   | 1–1 | 21 de abril de 2023 | Challenger de Gwangju | Dura       | Lloyd Harris     | 2–6, 6–3, 4–6        |
| Ganada    | 2–1 | 12 de mayo de 2024  | Challenger de Wuxi    | Dura       | Egor Gerasimov   | 6–4, 6–1             |
| Ganada    | 3–1 | 21 de julio de 2024 | Challenger de Granby  | Dura       | Térence Atmane   | 6–3, 6–7 (7–9) , 6–4 |
| Pérdida   | 3–2 | 28 de julio de 2024 | Challenger de Chicago | Dura       | Gabriel Diallo   | 3–6, 6–7 (3–7)       |